# 黒部ダム駅
黒部ダム駅（くろべダムえき）は、富山県中新川郡立山町にあるバス停留所。関西電力が運行する関電トンネル電気バスの、富山県側の終点である。
かつては関電トンネルトロリーバスの鉄道駅であったが、2018年11月に鉄道事業としての廃止、翌2019年4月より電気バスに転換され、鉄道駅としては廃駅となった。
立山黒部アルペンルートのルート上、黒部湖の右岸に位置する。左岸にある立山黒部貫光黒部ケーブルカーの黒部湖駅へは、当駅から黒部ダムの堰堤頂上を歩いて連絡する。

## 歴史
- 1964年（昭和39年）8月1日：開業[1][2]。
- 2018年（平成30年）12月1日：関電トンネルトロリーバスの電気バス転換（鉄道事業としての廃止）に伴い、鉄道駅としての黒部ダム駅は廃止される[2][4]。
- 2019年（平成31年）4月15日：関電トンネル電気バスの運行開始により[5]、バス停として再開業。

## 停留所構造
駅はすべてトンネル内に作られている。主要な出入り口は黒部ダムの堰堤上からまっすぐ続くトンネルであるが、駅から直接ダム展望台に登る地下階段もある。プラットホーム（バス乗り場）部分は、バスが方向転換できるように関電トンネルがループ状になっている部分に設置されている。ただし、トンネル内である構造上、扇沢駅に比べ乗降用のホームが短いため、客が降りたバスは、到着した同じ位置で扇沢駅へ向かう客を乗せて発車する。プラットホームのすぐ右側（バス進入側）には「黒部ルート」の一部分の関西電力専用トンネルの「黒部トンネル」が分岐しているが、その入り口は普段は遮断機にて封鎖されている。改札機は乗車券に記載されたQRコード読み取り式である。

## 停留所周辺
- 黒部ダム
- 黒部ダム展望台
- 黒部ダムレストハウス
- 日電歩道
- 立山黒部貫光黒部ケーブルカー黒部湖駅

## 隣の駅
関西電力
関電トンネル電気バス
扇沢駅 - 黒部ダム駅